# Mariano Escobedo (Veracruz)
Mariano Escobedo es una localidad del estado mexicano de Veracruz. Es cabecera del municipio de Mariano Escobedo.

## Demografía
| Censo | Población |
| ----- | --------- |
| 1900  | 378       |
| 1910  | 328       |
| 1921  | 250       |
| 1930  | 320       |
| 1940  | 391       |
| 1950  | 448       |
| 1960  | 589       |
| 1970  | 916       |
| 1980  | 1063      |
| 1990  | 2157      |
| 1995  | 2588      |
| 2000  | 2987      |
| 2005  | 2983      |
| 2010  | 3188      |
| 2020  | 3312      |